# Mariehamns Telefon Ab

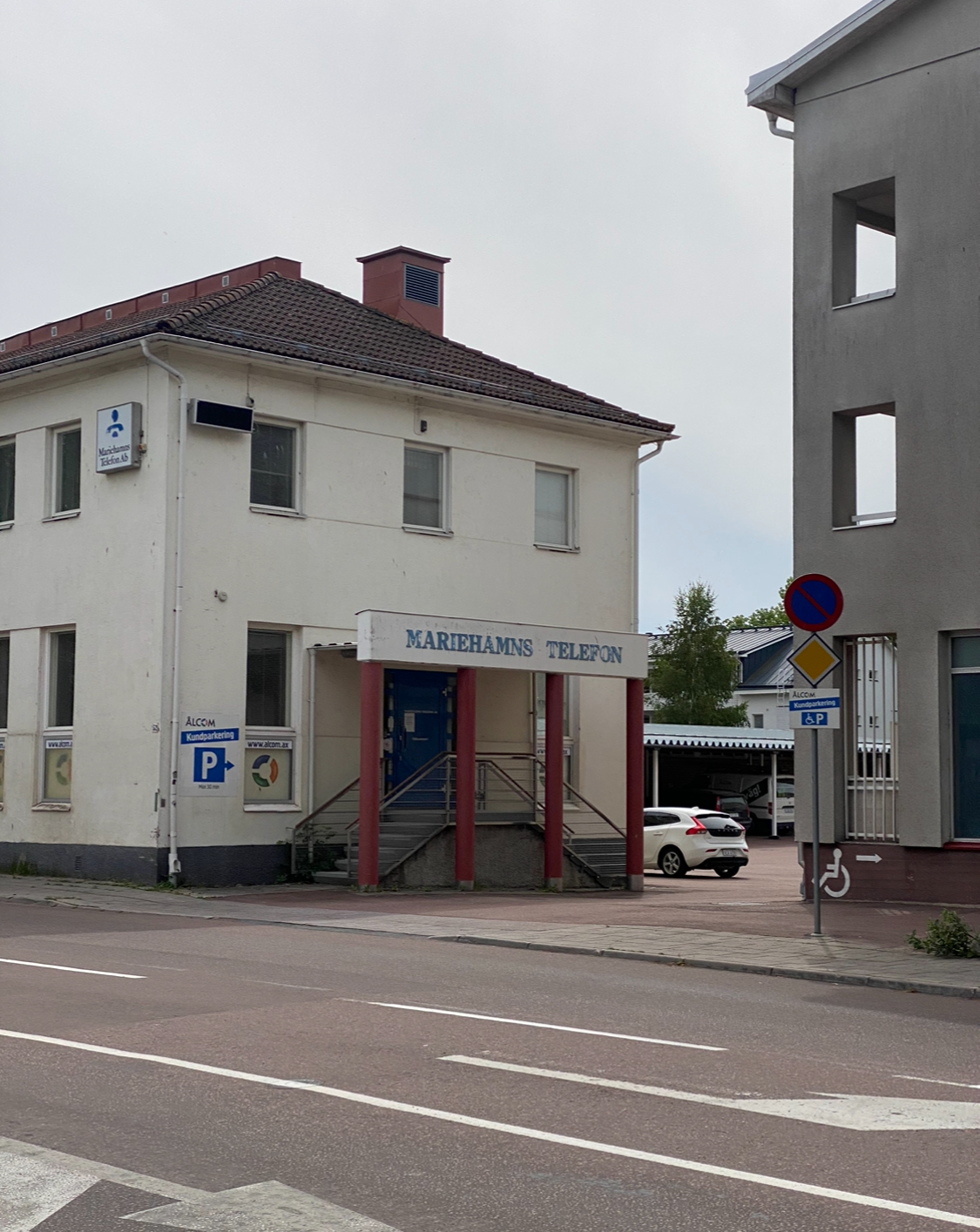
Mariehamns Telefon Ab

Mariehamns Telefon Ab är en åländsk teleoperatör som tillhandahåller fast telefoni i Mariehamn och vissa andra områden på Åland. Företaget är en del av Finnet-gruppen.
Mariehamns Telefon är delägare i Ålcom (internettjänster) och ÅMT (mobiltelefoni). Företaget äger även det nät som används för kabel-tv-sändningar av Mariehamns Centralantenn Ab (MCA), som grundades 1980.